# Joseph Vincent Claude Savoie
Pour les articles homonymes, voir Savoie (homonymie).
Joseph Vincent Claude Savoie, né le 30 juillet 1916 à Tracadie-Sheila, au Nouveau-Brunswick et mort le 29 mai 1990 à Moncton, est un agent d'assurances et un homme politique canadien. 

## Biographie
Son père est Fidèle Savoie et sa mère est Helen Witzell. Il étudie au Collège St. Thomas et au Dominion Business College de Toronto. Il épouse Regina Magee le 8 septembre 1941 et le couple a huit enfants. 
Membre du Parti libéral, il est député de Gloucester à l'Assemblée législative du Nouveau-Brunswick de 1956 à 1967. Il est impliqué dans sa communauté et est membre de la Chambre de commerce, des Chevaliers de Colomb et de la Légion royale canadienne.